# 帕耶爾峰
46°12′57″N 10°33′45″E / 46.21576°N 10.56261°E
帕耶爾峰（義大利語：Cima Payer），是意大利的山峰，位於該國北部，由特倫蒂諾-上阿迪傑大區負責管轄，屬於阿達梅洛-普雷薩內拉阿爾卑斯山脈的一部分，海拔高度3,056米，每年平均降雨量1,357毫米。